# Pièce commémorative de 1 dollar américain pour le centenaire des Boy Scouts of America
La pièce commémorative de 1 dollar américain pour le centenaire des Boy Scouts of America est une pièce commémorative non circulante émise par la Monnaie des États-Unis en 2010 et frappée par la Monnaie de Philadelphie.
Elle est autorisée par la loi 110-363 du 8 octobre 2008, qui crée une pièce commémorative pour le 100e anniversaire des Boy Scouts des États-Unis.

## Contexte
Les Boy Scouts of America (BSA) sont l'une des plus grandes organisations de scoutisme et l'une des plus grandes organisations de jeunesse aux États-Unis, comptant environ 762 000 jeunes participants. La BSA est fondée en 1910, et depuis lors, environ 110 millions d'Américains participent aux programmes de la BSA. Elle fait partie du Mouvement scout international et est devenue une organisation membre fondatrice de l'Organisation mondiale du mouvement scout en 1922.

## Législation
La loi publique 110-363 demande au Secrétaire au Trésor la frappe de pièces commémoratives pour le 100e anniversaire des Boy Scouts of America. Elle passe et est approuvée par la Chambre des représentants le 15 mai 2005 et le 27 septembre par le Sénat. Elle est signée par le président George W. Bush le 8 octobre 2008.

## Dessin

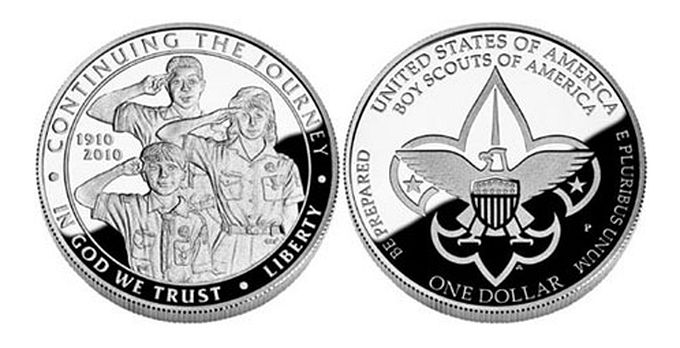
L'avers (à gauche) et le revers (à droite) de la pièce commémorative du centenaire des Boy Scouts of America.

Le secrétaire au Trésor, Timothy F. Geithner, approuve les dessins pour le dollar commémoratif du centenaire des Boy Scouts le 16 septembre 2009, après consultation avec l'organisation des Boy Scouts d'Amérique, la Commission des Beaux-Arts des États-Unis et le comité consultatif des citoyens sur les pièces de monnaie,. 
Les responsables de son avers sont la conceptrice Donna Weaver et le graveur Charles L. Vickers. Sur celui-ci est représenté au premier plan un louveteau — la branche enfantine — et derrière lui un boy scout et une fille du programme Venturing (en) — la branche jeunesse, tous en position de salut. le dessin est accompagné des légendes CONTINUING THE JOURNEY (poursuivant le voyage), IN GOD WE TRUST, LIBERTY et la double date 1910-2010,.
La partie centrale du revers, réalisé par Jim Licaretz, est occupée par le logo de l'organisation des Boy Scouts of America. Les légendes sur cette face sont UNITED STATES OF AMERICA, BOY SCOUTS OF AMERICA, BE PREPARED (soyez préparé), E PLURIBUS UNUM et la valeur faciale, ONE DOLLAR,.

## Production et vente
La loi autorisant l'émission de cette pièce commémorative prévoit un tirage maximum de 350 000 exemplaires. La pièce est produite à la Monnaie de Philadelphie et est mise à disposition du public à partir du 23 mars 2010.
Sa production s'élève à 244 963 exemplaires dans sa version brillant universel et à 105 020 avec une finition belle épreuve. Sa commercialisation est un succès, de sorte qu'en première semaine, 214 673 pièces sont déjà vendues et peu de temps après, le tirage maximum autorisé est épuisé,.
La pièce est commercialisée à des prix de 35,95 dollars en condition brillant universel et de 43,95 dollars en version belle épreuve. Les bénéfices réalisés grâce à sa vente sont destinés à la Fondation Nationale des Boy Scouts des États-Unis, afin de financer leurs conseils locaux et d'étendre ainsi le scoutisme dans les zones difficiles d'accès.